# Błonie (Święty Krzyż)
Błonie is een dorp in het Poolse woiwodschap Święty Krzyż, in het district Sandomierski. De plaats maakt deel uit van de gemeente Koprzywnica en telt 346 inwoners.